# Ghiacciaio Wheatstone
Il ghiacciaio Wheatstone (in inglese Wheatstone Glacier) è un ghiacciaio situato sulla costa di Danco, nella parte occidentale della Terra di Graham, in Antartide. Il ghiacciaio, il cui punto più alto si trova 853 m s.l.m., si trova in particolare sulla penisola Arctowski, dove fluisce fino ad entrare nel canale di Errera, a est dell'isola di Danco.

## Storia
Il ghiacciaio Wheatstone è stato mappato dalla spedizione belga in Antartide del 1897-99, comandata da Adrien de Gerlache, ed è stato così battezzato nel 1960 dal  Comitato britannico per i toponimi antartici in onore di sir Charles Wheatstone (1802—75), il fisico inglese che nel 1832 progettò e creò il primo stereoscopio.